# Ничке, Теодор
Теодор Рудольф Йозеф Ничке (нем. Theodor Rudolf Joseph Nitschke; 1834—1883) — немецкий миколог, бриолог.

## Биография
Теодор Ничке родился 3 апреля 1834 года в Бреслау. В 1853 году поступил в Университет Бреслау, где изучал теологию, философию и естественные науки. В 1858 году получил степень доктора философии, после чего стал преподавать в Мюнстере.
С 1867 года Ничке — профессор ботаники Мюнстерского университета и директор Мюнстерского ботанического сада. На протяжении нескольких лет он был главным редактором журнала Natur und Offenbarung. В 1869 году он основал Мюнстерское садоводческое общество.
30 августа 1883 года Теодор Ничке скончался.
Основной гербарий Теодора Ничке хранится в Ботаническом музее Берлин-Далем (B).

## Некоторые научные работы
- Nitschke, Th. (1867—1870). Pyrenomycetes germanici. 2 Lief., 320 p.

## Роды грибов, названные в честь Т. Ничке
- Nitschkia G.H.Otth ex P.Karst., 1879